# Pachypsylla celtidisinteneris
Pachypsylla celtidisinteneris är en insektsart som beskrevs av Mally 1893. Pachypsylla celtidisinteneris ingår i släktet Pachypsylla och familjen rundbladloppor. Inga underarter finns listade i Catalogue of Life.